# Losiná
Losiná település Csehországban, Plzeň városi járásban. Losiná Štěnovický Borek, Chválenice, Starý Plzenec, Nezbavětice, Plzeň és Štěnovice településekkel határos. Lakosainak száma 1423 fő (2024. január 1.).

## Népesség
A település lakosságának változását az alábbi diagram mutatja:
| Lakosok száma | 507  | 628  | 669  | 761  | 823  | 1157 | 1288 | 1342 | 1424 | 1423 |
|               | 1869 | 1900 | 1921 | 1961 | 1980 | 2011 | 2016 | 2019 | 2021 | 2024 |